# Национальный Дворец Культуры II (станция метро)
Национальный Дворец Культуры II (болг. Национален дворец на културата II) — станция линии М3 Софийского метрополитена. Пересадочный узел на станцию Национален Дворец на Културата линии М2. Была открыта 26 августа 2020 года в составе первого пускового участка «Хаджи Димитр» — «Красное село» линии М3.

## Описание
Станция расположена рядом с парком перед Национальным дворцом культуры, западнее пересечения бул. «Витоша» и бул. «Патриарх Евфимий». Станция является одной из трех пересадочных станций Софийского метрополитена. Сообщение между станциями - «Национален Дворец на Културата» и «Национальный Дворец Культуры II» осуществляется через существующий подземный переход под пересечением бул. «Патриарх Евфимий» и бул. «Витоша». Из-за прохождения линии М3 под туннелями линии М2 глубина заложения станции составляет 28 метров, из них около 25 метров ниже уровня грунтовых вод. Архитектор Фарид Пактиавал. Станция отдела треугольными белыми ламелями эталбонда на одной из стен и аналогичными, окрашенными в горчичный цвет декоративными ламелями на другой стене. На западном промежуточном уровне установлено декоративное панно с изображением лица болгарского поэта-революционера Христо Ботева. Автор панели - профессор доктор Боян Добрев. На станции установлены прозрачные автоматические платформенные ворота высотой 1,6 м с нержавеющими окантовками и 40-сантиметровыми полосами из гладкой нержавеющей стали внизу.